# فریتیوف سلن
فریتیوف سلن (انگلیسی: Frithjof Sælen; ۵ اوت ۱۸۹۲ – ۹ اکتبر ۱۹۷۵) ژیمناست هنری اهل نروژ بود.